# Szołochowo (obwód moskiewski)
Szołochowo (ros. Шолохово) – wieś (dieriewnia) w Rosji, w obwodzie moskiewskim, w rejonie mytiszczińskim. W 2021 liczyła 1066 mieszkańców.